# Emil Nitzschke

Emil Nitzschke

Emil Robert Otto Nitzschke (* 31. Oktober 1870 in Hadersleben; † 24. Juli 1921 in Leutzsch bei Leipzig) war ein deutscher Politiker (NLP, DDP).

## Leben und Wirken
Nach dem Schulbesuch ergriff Nitzschke den Kaufmannsberuf. Nach Selbstangaben bildete er sich durch selbständiges Studium „wissenschaftlich weiter“.
Politisch betätigte Nitzschke sich im Kaiserreich in der Nationalliberalen Partei (NLP). 1909 wurde er erstmals in die zweite Kammer des Königreiches Sachsen gewählt, der er fortan ohne Unterbrechung bis zum Zusammenbruch der Monarchie in Deutschland im November 1918 angehörte und in dem er den Fraktionsvorsitz für die NLP führte.
Wenige Wochen vor dem Ende des Ersten Weltkrieges und dem Zusammenbruch der Monarchie in Sachsen ernannte der sächsische König Nitzschke noch zum Minister ohne Geschäftsbereich in der sächsischen Landesregierung.
Um die Jahreswende 1918/19 trat Nitzschke in die neugegründete Deutsche Demokratische Partei (DDP) ein. Im ersten sächsischen Parlament der Weimarer Republik (Volkskammer) wurde Nitzschke Fraktionsvorsitzender der DDP. Der ersten republikanischen Landesregierung in Sachsen gehörte er von Oktober 1919 bis April 1920 als Finanzminister an. Außerdem fungierte er als Bevollmächtigter Sachsens beim Reichsrat.
Von 1919 bis 1920 gehörte Nitzschke außerdem der Weimarer Nationalversammlung als Vertreter des Wahlkreises 28 (Sachsen) an. Ferner war er Mitglied des Kreisausschusses von Leipzig und ehrenamtlich erster Gemeindeältester in seinem Wohnort. Hinzu kamen einige schriftstellerische Arbeiten, zumal in wirtschaftlichen Fragen.

## Schriften
- Gemeindepolitik und Sozialdemokratie, Dresden s. a. [1914].